# Marco Fichera
Marco Fichera (15 de abril de 1993) é um esgrimista italiano, medalhista olímpico.

## Carreira

### Rio 2016
Marco Fichera representou seu país nos Jogos Olímpicos de Verão de 2016, na espada. Na competição por equipes conquistou a medalha de prata ao lado de Enrico Garozzo, Andrea Santarelli e Paolo Pizzo.